# Ben Chapman
Pour les articles homonymes, voir Chapman.
Ben Chapman, né le 25 décembre 1908 à Nashville (Tennessee) et décédé le 7 juillet 1993 à Hoover (Alabama), est un joueur et manager américain de baseball. Il joue en Ligue majeure de baseball entre 1930 et 1946 et occupe le poste de manager entre 1945 et 1948.
Quatre fois sélectionné au Match des Étoiles (1933, 1934, 1935 et 1936) et vainqueur de la Série mondiale en 1932, il frappe pour 0,302 de moyenne en quinze années de présence en Ligue majeure et vole 287 bases, le plus grand total réalisé par un joueur entre 1926 et 1943.
Comme manager, il remporte 196 victoires en saison régulière contre 276 défaites. Sa réputation est éclipsée en fin de carrière par le rôle qu'il joue en 1947 en tant que manager des Phillies de Philadelphie, s'opposant à la présence de Jackie Robinson dans une équipe de Ligue majeure en raison de sa couleur de peau.

## Carrière

### Joueur
C'est chez les Yankees de New York aux côtés de Babe Ruth, Lou Gehrig ou encore Bill Dickey que Ben Chapman fait ses débuts en Ligue majeure de baseball. Il y évolue entre 1930 et 1936. 
Pour sa première saison en 1930, il frappe 0,306 en moyenne et joue en champ intérieur, essentiellement aux postes de deuxième base et troisième base. Bien que n'ayant joué que 91 matchs dans cette dernière position, il mène la Ligue américaine en erreurs. À la suite de l'arrivée de Joe Sewell à l'inter-saison, il est décalé au champ extérieur où l'équipe bénéficie de sa rapidité et de son bras puissant. 
De 1931 à 1933, il mène la ligue américaine en nombre de bases volées, son total de 61 en 1931 étant le plus grand chez les Yankees depuis les 74 de Fritz Maisel en 1914, et le plus grand atteint par un joueur entre 1921 et 1961. Il frappe au-dessus de 0,300 en moyenne pour les Yankees, marquant 100 points quatre fois, produisant 100 points deux fois, menant la ligue américaine en triples en 1934. 
Il est sélectionné quatre fois de suite pour le Match des Étoiles entre 1933 et 1936. En 1932, il frappe 0,294 en moyenne en Série mondiale et produit six points dans une victoire des Yankees de New York face aux Cubs de Chicago. Le 9 juillet 1932, il frappe trois coups de circuits dans la même partie, dont deux intérieurs. Le 30 mai 1934, il met fin au match sans coup sûr d'Earl Whitehill des Tigers de Detroit en neuvième manche.
C'est chez les Yankees que le sectarisme de Ben Chapman fait surface. Il effectue le salut nazi devant des fans de l'équipe d'origine juive en leur lançant des épitaphes antisémites. En 1933, un match auquel il participe est interrompu pendant 20 minutes en raison de son altercation avec le joueur de champ intérieur juif Buddy Myer des Washington Senators. 300 fans prennent part à la mêlée, en compagnie des deux équipes, qui se conclut sur cinq matchs de suspension et 100 $ d'amende pour les joueurs concernés.
En 1936, sa moyenne tombée à 0,266 et après l'arrivée de Joe DiMaggio, il est transféré chez les Washington Senators en échange de Jake Powell. C'est une certaine ironie du sort pour les Yankees car Powell avouera lors d'une interview pour WGN Radio en 1938 qu'il aimait fracasser le crâne des noirs avec sa matraque de policier pendant l'inter-saison pour se maintenir en forme à Dayton dans l'Ohio. Ce même Powell qui avait volontairement cassé le poignet du première base Hank Greenberg des Tigers de Detroit lors d'un contact en match en 1936, mettant fin à la carrière du joueur juif après seulement douze rencontres. Ben Chapman termine la saison avec 0,315 de moyenne et fait sa quatrième et dernière apparition au match des Étoiles. Il marque 100 points et frappe 50 doubles. 
En 1937, les Senators le transfèrent aux Red Sox de Boston, où il mène la ligue américaine en bases volées pour la quatrième fois de sa carrière avec 35. En 1938, il réalise sa meilleure performance à la batte avec 0,340 de moyenne et part rejoindre les Indians de Cleveland. Deux saisons plus tard, les Indians le renvoient chez les Washington Senators en décembre 1940 où sa moyenne tombe à 0,255. Relâché par la franchise en mai 1941, il joue avec les White Sox de Chicago et frappe 0,226 jusqu'à la fin de l'année. Sa carrière de joueur semble terminée.

### Manager
Entre 1942 et 1944, Ben Chapman manage en Class A de Ligue Piedmont. Il est suspendu en 1943 pour avoir frappé un arbitre.
Après un court service militaire lors de la Seconde Guerre mondiale, il réapparaît comme lanceur chez les Brooklyn Dodgers en 1944, gagnant cinq rencontres et en perdant trois. Après un début de saison chez les Dodgers en 1945, il est transféré chez les Phillies de Philadelphie le 15 juin, devenant joueur et manager de la franchise le 30. Il n'entre qu'à trois occasions sur le terrain en relève cette année, et termine sa carrière de joueur en 1946. Il reste dans l'histoire des Yankees comme le second plus grand voleur de base derrière Hal Chase.

### Jackie Robinson
Chapman remplace Freddie Fitzsimmons comme manager à la tête des Phillies alors que ceux-ci sont bons derniers de la division. Sous son coaching, l'équipe remonte à la cinquième place fin 1946, la dernière saison où la ségrégation raciale était prédominante. En avril 1947, Leo Durocher, manager des Dodgers, fait venir Jackie Robinson des Royaux de Montréal. C'est le premier afro-américain à évoluer en Ligue majeure de baseball depuis plus de soixante ans. Ben Chapman et nombre de ses joueurs sont contre cette intégration, ainsi que de nombreux coéquipiers de Jackie Robinson. 
La haine vouée par Chapman à Jackie Robinson le pousse à demander à ses lanceurs d'atteindre volontairement le joueur avec un compte de trois balles et aucune prise plutôt que de lui concéder un but-sur-balles. La presse nationale s'empare de cette histoire, et Chapman est désavoué après que de nombreux joueurs des Dodgers, comme Pee Wee Reese, des personnalités américaines et plus généralement l'opinion publique prennent la défense du joueur. Il est contraint de poser pour une photographie aux côtés de Jackie Robinson en mai 1947, amenant Dixie Walker à déclarer: "Je n'aurais jamais pensé voir le vieux Ben manger autant de merde."
Robinson était au départ d'une brillante carrière qui l'enverra au temple de la renommée du baseball et fera de lui l'une des icônes de l'intégration des afro-américains dans la société américaine. La carrière de Ben Chapman elle est sur le déclin et après une septième place en 1947 et un mauvais départ en 1948, il est renvoyé en juillet et remplacé par Eddie Sawyer. Il revient brièvement en Ligue majeure comme assistant entraîneur en 1952 pour les Reds de Cincinnati.
Il meurt à l'âge de 84 ans à Hoover dans l'Alabama.

## Statistiques

### Joueur
| Saison | Équipe     | G     | AB    | R     | H     | 2B  | 3B  | HR | RBI | SB  | BB  | SO  | BA   | OBP  | SLG  |
| ------ | ---------- | ----- | ----- | ----- | ----- | --- | --- | -- | --- | --- | --- | --- | ---- | ---- | ---- |
| 1930   | NYY        | 138   | 513   | 74    | 162   | 31  | 10  | 10 | 81  | 14  | 43  | 58  | .316 | .371 | .474 |
| 1931   | NYY        | 149   | 600   | 120   | 189   | 28  | 11  | 17 | 122 | 61  | 75  | 77  | .315 | .396 | .483 |
| 1932   | NYY        | 151   | 581   | 101   | 174   | 41  | 15  | 10 | 107 | 38  | 71  | 55  | .299 | .381 | .473 |
| 1933   | NYY        | 147   | 565   | 112   | 176   | 36  | 4   | 9  | 98  | 27  | 72  | 45  | .312 | .393 | .437 |
| 1934   | NYY        | 149   | 588   | 82    | 181   | 21  | 13  | 5  | 86  | 26  | 67  | 68  | .308 | .381 | .413 |
| 1935   | NYY        | 140   | 553   | 118   | 160   | 38  | 8   | 8  | 74  | 17  | 61  | 39  | .289 | .361 | .430 |
| 1936   | NYY et WSH | 133   | 540   | 110   | 170   | 50  | 10  | 5  | 81  | 20  | 84  | 38  | .315 | .408 | .472 |
| 1937   | WSH et BOS | 148   | 553   | 99    | 164   | 30  | 12  | 7  | 69  | 35  | 83  | 42  | .297 | .389 | .432 |
| 1938   | BOS        | 127   | 480   | 92    | 163   | 40  | 8   | 6  | 80  | 13  | 65  | 33  | .340 | .418 | .494 |
| 1939   | CLE        | 149   | 545   | 101   | 158   | 31  | 9   | 6  | 82  | 18  | 87  | 30  | .290 | .390 | .413 |
| 1940   | CLE        | 143   | 548   | 82    | 157   | 40  | 6   | 4  | 50  | 13  | 78  | 45  | .286 | .377 | .403 |
| 1941   | WHS et CHW | 85    | 300   | 35    | 71    | 15  | 1   | 3  | 29  | 4   | 29  | 20  | .237 | .304 | .323 |
| 1944   | BRO        | 20    | 38    | 11    | 14    | 4   | 0   | 0  | 11  | 1   | 5   | 4   | .368 | .442 | .474 |
| 1945   | BRO et PHI | 37    | 73    | 6     | 19    | 2   | 0   | 0  | 7   | 0   | 4   | 2   | .260 | .299 | .288 |
| 1946   | PHI        | 1     | 1     | 0     | 0     | 0   | 0   | 0  | 0   | 0   | 0   | 0   | .000 | .000 | .000 |
| Totaux | 15 ans     | 1 717 | 6 478 | 1 144 | 1 958 | 407 | 107 | 90 | 977 | 287 | 824 | 556 | .302 | .383 | .440 |

| Saison | Équipe | G | AB | R | H | 2B | 3B | HR | RBI | BB | SO | SB | BA   | SLG  |
| ------ | ------ | - | -- | - | - | -- | -- | -- | --- | -- | -- | -- | ---- | ---- |
| 1932   | NYY    | 4 | 17 | 1 | 5 | 2  | 0  | 0  | 6   | 2  | 4  | 0  | .294 | .412 |
| Totaux | Totaux | 4 | 17 | 1 | 5 | 2  | 0  | 0  | 6   | 2  | 4  | 0  | .294 | .412 |

Note : G = Matches joués ; AB = Passage au bâton; R = Points ; H = Coups sûrs ; 2B = Doubles ; 3B = Triples ; HR = Coups de circuits ; 
RBI = Points produits ; BB = buts-sur-balles ; SO : Retraits sur des prises ; SB = Buts volés ; BA = Moyenne au bâton ; SLG = Moyenne de puissance.
| Saison | Équipe     | G  | GS | CG | SHO | V | D | SV | IP    | SO | ERA  |
| ------ | ---------- | -- | -- | -- | --- | - | - | -- | ----- | -- | ---- |
| 1944   | BRO        | 11 | 9  | 6  | 0   | 5 | 3 | 0  | 79.1  | 37 | 3,40 |
| 1945   | BRO et PHI | 13 | 7  | 2  | 0   | 3 | 3 | 0  | 60.2  | 27 | 5,79 |
| 1946   | PHI        | 1  | 0  | 0  | 0   | 0 | 0 | 1  | 1.1   | 1  | 0,00 |
| Totaux | Totaux     | 25 | 16 | 8  | 0   | 8 | 3 | 0  | 141.1 | 65 | 4,39 |

### Manager
| Équipe | Année  | Saison régulière | Saison régulière | Saison régulière | Saison régulière |          |
| Équipe | Année  | G                | V                | D                | V-D %            | Place    |
| ------ | ------ | ---------------- | ---------------- | ---------------- | ---------------- | -------- |
| PHI    | 1945   | 85               | 28               | 57               | 0.329            | 8e       |
| PHI    | 1946   | 155              | 69               | 85               | 0.448            | 5e       |
| PHI    | 1947   | 155              | 62               | 92               | 0.403            | 8e       |
| PHI    | 1948   | 79               | 37               | 42               | 0.468            | remercié |
| Totaux | Totaux | 474              | 196              | 276              | 0.415            |          |